# Fernand Braudel

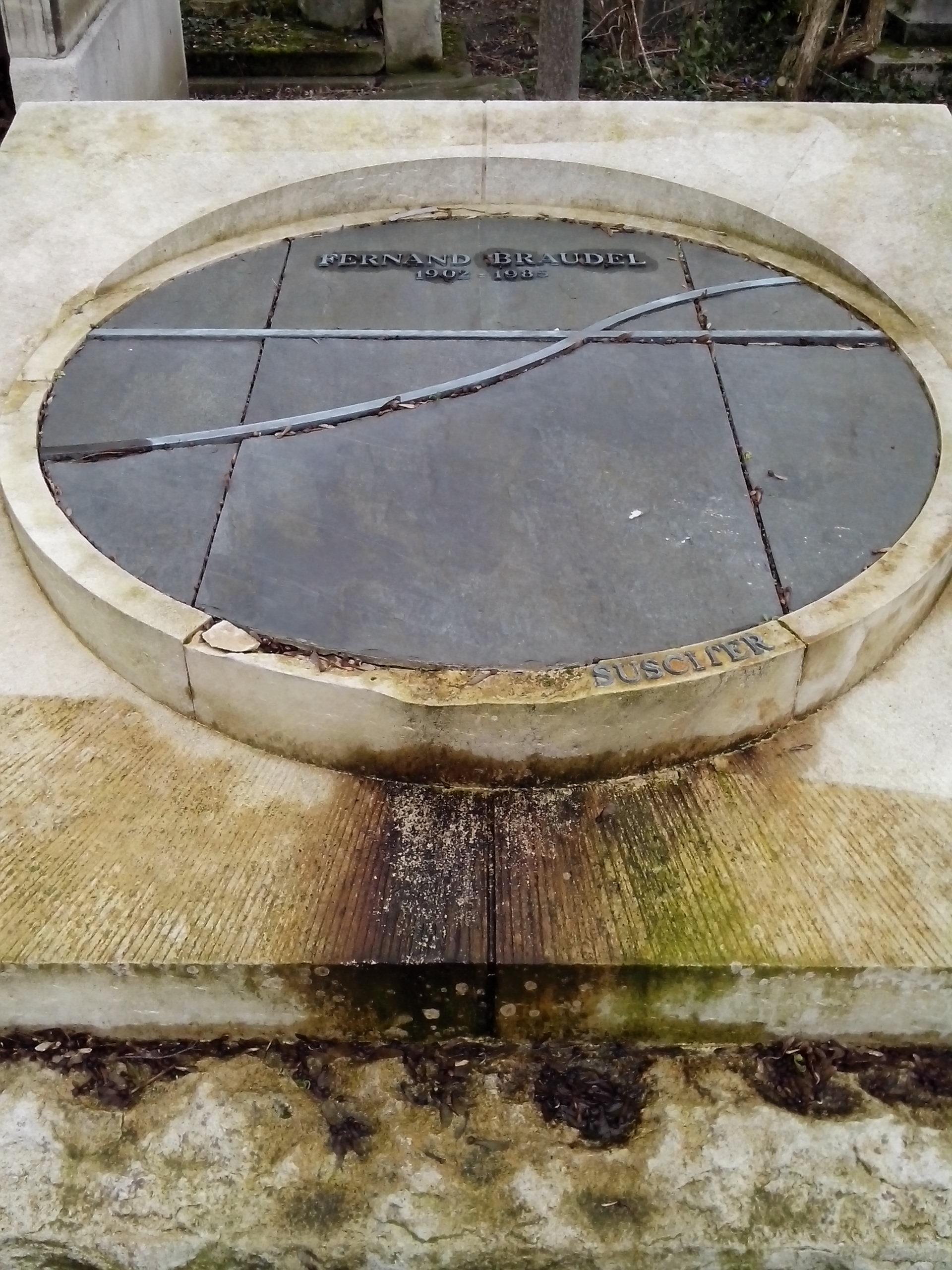
Nagrobek Fernanda Braudela

Fernand Braudel (ur. 24 sierpnia 1902 w Luméville-en-Ornois, zm. 27 listopada 1985 w Cluses) – francuski historyk czasów nowożytnych, przedstawiciel szkoły Annales.

## Życiorys
Jego ojciec był nauczycielem matematyki.
Fernand Braudel uczył się w liceum Voltaire’a w Paryżu, a następnie podjął studia historyczne na Sorbonie. Po ukończeniu studiów w roku 1923 pracował jako nauczyciel licealny w Algierze i Paryżu prowadząc równocześnie badania do doktoratu, który początkowo miał być poświęcony polityce śródziemnomorskiej Filipa II. Za namową Luciena Febvre’a ostatecznie tematem pracy uczynił nie Filipa II, a Morze Śródziemne. W latach 1935–1937 pełnił funkcję profesora na Uniwersytecie w São Paulo.
Podczas II wojny światowej znajdował się w niemieckich obozach jenieckich, w latach 1940–1941 w Oflagu XII B w Moguncji, następnie do końca wojny w Oflagu X-C w Lubece. W obozach napisał dzieło Morze Śródziemne i świat śródziemnomorski w epoce Filipa II (La Méditerranée et le Monde Méditerranéen a l’époque de Philippe II), które przyniosło mu światową sławę.
Po wojnie przejął obowiązki zamordowanego przez gestapo Marca Blocha w redakcji „Annales. Économies, Sociétés, Civilisations” (1946) i w Collège de France (1949). Po śmierci Luciena Febvre’a w roku 1956 objął kierownictwo sekcji VI École des hautes études en sciences sociales oraz „Annales. Économies, Sociétés, Civilisations” stając się bezdyskusyjnym przywódcą szkoły Annales i nauczycielem wszystkich jej późniejszych przedstawicieli.
W 1984 roku został wybrany na członka Akademii Francuskiej. Był członkiem zagranicznym PAN, a także doktorem honoris causa Uniwersytetu Warszawskiego.
Zmarł w swej rezydencji w Saint-Gervais-les-Bains.

## Działalność naukowa
Braudel dążył w swych pracach do wyjścia poza ramy tradycyjnej historiografii i stworzenia „historii totalnej” opisującej nie tylko wydarzenia polityczne, ale także dzieje cywilizacji. W swych pracach łączył wiedzę z zakresu geografii historycznej, historii klimatu, historii kultury materialnej i życia codziennego, historii społecznej i gospodarczej oraz klasycznej historii politycznej, chętnie posługiwał się danymi ilościowymi i analizą statystyczną. Braudel podkreślał konieczność szerokiego wykorzystywania w badaniach historycznych osiągnięć nauk społecznych, zwłaszcza geografii, ekonomii, socjologii oraz historii sztuki.
Braudel jest też autorem koncepcji trzech czasów historii, w ramach której wyróżniał:
- czas krótki, odnoszący się przede wszystkim do wydarzeń politycznych (tzw. historia „zdarzeniowa”)
- czas cykliczny, dotyczący zwłaszcza cykli ekonomicznych
- czas długiego trwania, charakterystyczny dla przemian struktur społecznych oraz dziejów cywilizacji, a więc taki, w którym przedmiot badań obserwowany jest z perspektywy długiej ilości czasu, nawet kilku stuleci[6]

Bezpośrednio z koncepcją długiego i krótkiego trwania wiąże się kolejna teoria Braudela, dotycząca przestrzeni (koncepcja centrum i peryferiów). W trakcie badań nad kapitalizmem Braudel wprowadził i opisał w dziele Civilisation matérielle, économie et capitalisme dwie formy analizy systemu gospodarczego jako czynnika organizującego świat:
- system gospodarki światowej (économie mondiale), w znaczeniu systemu globalnego,
- system gospodarka – świat (économie – monde), w którym gospodarka części świata, organizując wyznaczoną przestrzeń oddziałuje na całość.

Braudel uważał, że wyniki badań historycznych będą wartościowe wówczas, gdy historyk określi miejsce człowieka w środowisku i przeanalizuje warunki jakie ono mu daje. Z tego względu przedstawiciel szkoły Annales podniósł rolę badania czynników geograficznych w życiu człowieka i włączył do swego warsztatu metody geografa przekształcając je dla potrzeb historyka. Braudel stwierdzał, że cywilizacje powstają na konkretnym skrzyżowaniu czasu i przestrzeni.
Braudel wywarł ogromny wpływ na myśl socjologiczną, głównie przez swojego ucznia Immanuela Wallersteina, który w Stanach Zjednoczonych założył szkołę braudelianizmu.
Często nazywany był, nawet przez swoich oponentów, „księciem historyków”. Francuski polityk i ekonomista Jacques Attali zgłosił Ferdynanda Braudela do Nagrody im. Nobla w dziedzinie ekonomii. Nagrody jednak tej nie otrzymał.

## Wybrane prace
- La Méditerranée et le Monde Méditerranéen a l’époque de Philippe II, 1949
- Ecrits sur l’Histoire, 1969
- La Méditerranée. L’espace et l'histoire, 1977 (red.);
- La Méditerranée. Les hommes et l’héritage, 1978 (red.);
- Civilisation matérielle, économie et capitalisme, XVe-XVIIIe siècle, 1979
- La Dynamique du Capitalisme, 1985
- L’Identité de la France, 1986
- Grammaire des civilisations, 1987
- Le Modèle Italien, 1989

## Publikacje w języku polskim
- Morze Śródziemne i świat śródziemnomorski w epoce Filipa II, t. 1–2, przeł. t. 1: Tadeusz Mrówczyński i Maryna Ochab, t. 2: Marcin Król i Maria Kwiecińska; wstępem opatrzyli Bronisław Geremek, Witold Kula, Gdańsk: Wydawnictwo Morskie 1976–1977 (wyd. 2 Warszawa: „Książka i Wiedza” 2004, wyd. 3 Warszawa: Państwowy Instytut Wydawniczy 2020).
- Historia i trwanie, przeł. Bronisław Geremek, przedm. B. Geremek i Witold Kula, Warszawa: „Czytelnik” 1971 (wyd. 2 Warszawa: „Czytelnik” 1999).
- (współautorzy: Filippo Coarelli, Maurice Aymard), Morze Śródziemne. Region i jego dzieje, przeł. Maria Boduszyńska-Borowikowa, Gdańsk: Wydawnictwo Morskie 1982.
- Kultura materialna, gospodarka i kapitalizm XV-XVIII wiek, t. 1–3, przeł. Maryna Ochab i Piotr Graff, wstęp i red. nauk. Jacek Kochanowicz, Warszawa: Państwowe Instytut Wydawniczy 1992.
- (współautor) Morze Śródziemne. Przestrzeń i historia. Ludzie i dziedzictwo, przeł. Maria Boduszyńska-Borowikowa, Barbara Kuchta, Adam Szymanowski, Warszawa: „Volumen” 1994.
- Gramatyka cywilizacji, przeł. Hanna Igalson-Tygielska, wprow. Maurice Aymard, Warszawa: Oficyna Naukowa 2006.
- Dynamika kapitalizmu, przeł. Bogdan Baran, Wydawnictwo Aletheia 2013.